# Gălești (okręg Marusza)
Gălești (węg. Nyárádgálfalva) – wieś w Rumunii, w okręgu Marusza, w gminie Gălești. W 2011 roku liczyła 494 mieszkańców.